# 2000년 10월
| 2000년: 1월 · 2월 · 3월 · 4월 · 5월 · 6월 · 7월 · 8월 · 9월 · 10월 · 11월 · 12월 |

| <          | 2000년 10월 | 2000년 10월 | 2000년 10월 | 2000년 10월 | 2000년 10월  | >          |
| 일         | 월          | 화          | 수          | 목          | 금           | 토         |
| 1 9.4 임진 | 2 5 계사    | 3 6 갑오    | 4 7 을미    | 5 8 병신    | 6 9 정유     | 7 10 무술  |
| 8 11 기해  | 9 12 경자   | 10 13 신축  | 11 14 임인  | 12 15 계묘  | 13 16 갑진   | 14 17 을사 |
| 15 18 병오 | 16 19 정미  | 17 20 무신  | 18 21 기유  | 19 22 경술  | 20 23 신해   | 21 24 임자 |
| 22 25 계축 | 23 26 갑인  | 24 27 을묘  | 25 28 병진  | 26 29 정사  | 27 10.1 무오 | 28 2 기미  |
| 29 3 경신  | 30 4 신유   | 31 5 임술   |             |             |              |            |

| 편집하기 |

## 2000년10월 22일
- 일본의 마이니치 신문이 고고학자 후지무라 신이치의 유적 조작행위를 밝히다.

## 2000년10월 14일
- 미국 오리건 주립대학교 연구팀이 첫 영장류 복제원숭이 ‘테트라’를 탄생시키다.

## 2000년10월 13일
- 김대중 대한민국 대통령이 노벨 평화상 수상자로 선정되다.

## 2000년10월 11일
- 워싱턴 D.C.에서 조선민주주의인민공화국 조명록 국방위원회 제1부위원장과 미국 올브라이트 국무부장관 회담.

## 2000년10월 6일
- 대한민국 의료계가 10월 10일까지 4차 총파업에 들어가다.
- 프로야구 한화 이글스의 장종훈 한국 프로야구 사상 첫 300홈런 기록.

## 2000년10월 5일
- 서울에서 동북아 국제경찰청장회의가 열리다.
- 에티오피아의 마지막 황제 하일레 셀라시에 1세가 에티오피아 정교회에 의해 장례식을 치르다.

## 2000년10월 4일
- 유고슬라비아의 슬로보단 밀로셰비치 정권이 붕괴되다.

## 2000년10월 2일
- 2000 부산국제아트페스티벌이 개막하다.

## 2000년10월 1일
- 제27회 시드니올림픽이 폐막하다.